# Rhinecanthus verrucosus
Il pesce balestra macchiato (Rhinecanthus verrucosus (Linnaeus, 1758)), conosciuto comunemente come pesce d'acqua marino appartenente alla famiglia Balistidae.